# 휴이 (가수)
휴이(1994년 4월 4일 ~ )는 대한민국의 가수다. 2016년 <만약에>로 데뷔했다.

## 방송
- K팝스타 6 더 라스트 찬스 - Top17(10위)

## 음반
- 만약에 (2016)
- 이별하고 오는 길 (2019)
- 널 지켜주지 못해 미안해 (2020)
- 간택 - 여인들의 전쟁 OST Part.7 (2020)
- 간택 - 여인들의 전쟁 OST (2020)
- 바래 (2020)
- 사랑이 이렇게 끝나니 (2020)
- 나는 그래 (2021)